# قائمة المناطق البيئية في الصحراء الغربية
فيما يلي قائمة المناطق البيئية في الصحراء الغربية، وفقا للصندوق العالمي للطبيعة (WWF).

## المناطق البيئية الأرضية

### منطقة قطبية شمالية قديمة

#### غابات متوسطية
- غابات السنط وأرغانيا البحر الأبيض المتوسط الجافة والغابات النضرة

#### الصحارى والشجيرات
- الصحراء الساحلية الأطلسية
- السهوب الشمالية الصحراوية والغابات

## المناطق البيئية للمياه العذبة
- الساحل الجاف
- المغرب الدائم
- المغرب المؤقت

## المناطق البيئية البحرية
- تقلب الصحراء الكبرى